# Black Ops Entertainment
Black Ops Entertainment est un développeur d'applications mobile et ancien développeur de jeux vidéo situé à Santa Monica, en Californie, aux États-Unis. De 1994 à 2006, il a développé seize jeux pour plusieurs plateformes, dont la PlayStation, la Nintendo 64, la PlayStation 2, la GameCube et la Xbox. Dans les années qui ont suivi, il a principalement développé des applications pour iOS et Android,.

## Histoire
La société a été fondée par quatre diplômés du MIT en 1994, qui ont développé un prototype de volleyball SNES. Virgin Games les a engagés pour produire Agile Warrior, ce qui a nécessité le recrutement d'une équipe plus importante. Initialement développé à domicile, le studio a ensuite établi son bureau à Santa Monica,.
Black Ops est devenu connu pour sa gamme de jeux de sport, y compris ses contributions à la franchise NCAA Basketball. Le développeur a reçu un prix AIAS en 2000, avec Knockout Kings 2000 gagnant du jeu de sport sur console de l'année. Au début des années 2000, Black Ops a sorti deux jeux vidéos de streetball, Street Hoops et AND 1 Streetball. La décision de passer au basket de rue plutôt que de continuer avec la franchise NCAA est venue de la volonté de pouvoir développer « des styles de jeu uniques sans règles » et d'éviter d'avoir besoin de l'autorisation de la NCAA. La taille de l'équipe a culminé à 30 développeurs lors du développement de Street Hoops en 2002.
Le studio de jeux vidéo a fermé ses portes en 2006, bien que John Botti ait continué à produire des applications pour iOS et Android, comme iTraderPro (2011) et aiTrader (2019),.

## Titres

### Jeux
- Agile Warrior F-111X (PS1, PC), 1995
- Black Dawn (PS1), 1996
- Treasures of the Deep (PS1), 1997
- Knockout Kings 2000 (N64), 1999
- Warpath : Jurassic Park (PS1), 1999
- Demain ne meurt jamais (PS1), 1999
- NCAA March Madness 2000 (PS1), 1999
- Le monde ne suffit pas (PS1), 2000
- Knockout Kings 2001 (PS2), 2000
- NCAA March Madness 2001 (PS1), 2000
- Knockout Kings 2002 (PS2, Xbox), 2002
- Street Hoops (PS2, Xbox, GameCube), 2002
- Terminator 3 : Le Soulèvement des Machines (PS2, Xbox), 2003
- America's 10 Most Wanted (PS2, PC), 2003
- The X-Files: Resist or Serve (PS2), 2004
- AND 1 Streetball (PS2, Xbox), 2006

### Applications
- ITrader Pro (2011)
- Avattire (2014)
- Californiageddon (2017)
- Ace Driver (2018)
- aiTrader (2019)